# Bitwa o Romani
Bitwa o Romani miała miejsce w trakcie kampanii synajsko-palestyńskiej w pobliżu egipskiego miasta Romani (37 km na wschód od Kanału Sueskiego). 3 sierpnia 1916 armia Imperium Osmańskiego pod dowództwem Friedricha Freiherra Kressa von Kressenstein zaatakowała brytyjskie pozycje pod Romani. Fort Romani miał kluczowe znaczenie w brytyjskiej obronie Kanału Sueskiego. Turcy zostali pokonani, alianci odzyskali inicjatywę i zmusili Turków do wycofania się. Bitwa ta oznaczała kres nadziei na opanowanie Egiptu.